# Lucianópolis
Lucianópolis é um município brasileiro do estado de São Paulo. Sua população estimada em 2004 era de 2.051 habitantes.

## História

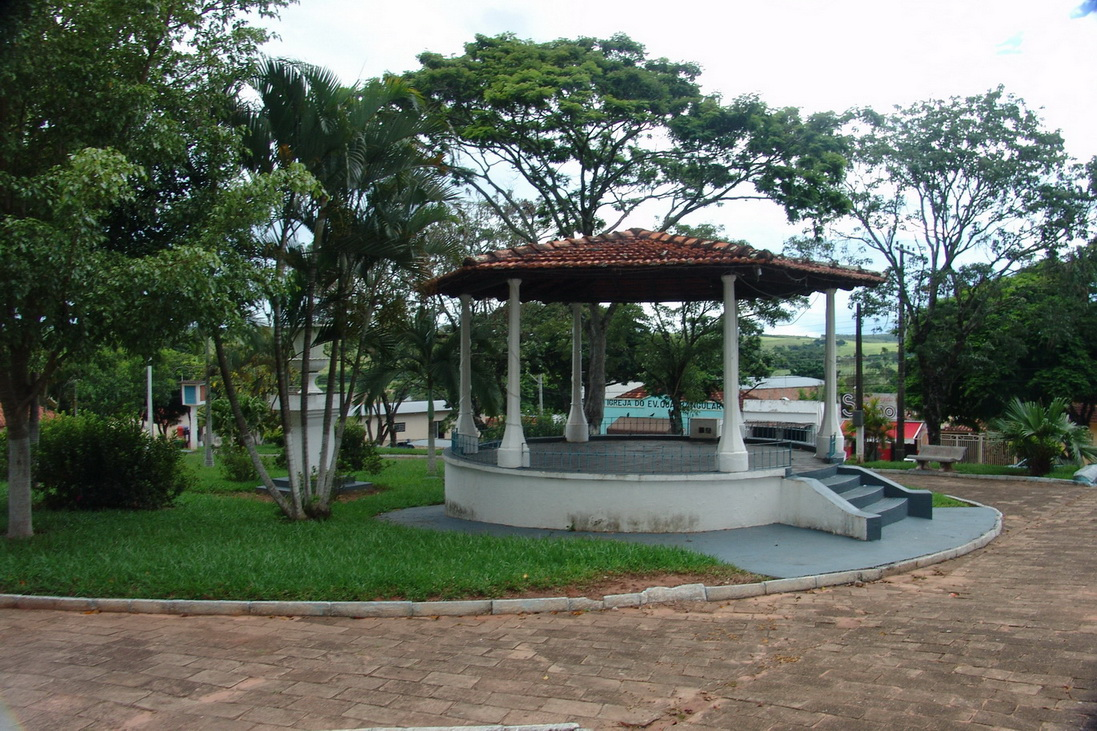
Coreto do Jardim Municipal.

Lucianópolis teve origem no antigo patrimônio de São Pedro das Antas, após a doação de terras feitas por Manoel Moreira da Silva à Igreja de Botucatu em 10 de fevereiro de 1862. Com o patrimônio já constituído, foi elevado, no ano de 1913, a distrito policial com o nome de Gralha, fazendo parte do distrito de Duartina, no município de Piratininga. 
Gralha foi elevado a distrito de paz pela Lei n. 1.970 de 24 de setembro de 1924, ainda pertencendo ao município de Piratininga, sendo que, dois anos depois, pela Lei nº 2.151 de 11 de dezembro de 1926, foi transferido para o recém criado município de Duartina.
O município foi criado com o nome de Lucianópolis, emancipando-se de Duartina, através da Lei n. 2.456 de 30/12/1953.

## Demografia
Dados do Censo - 2000:
População total: 2.154
- Urbana: 1.649
- Rural: 505
- Homens: 1.114
- Mulheres: 1.040

Densidade demográfica (hab./km²): 11,28
Mortalidade infantil até 1 ano (por mil): 13,63
Expectativa de vida (anos): 72,46
Taxa de fecundidade (filhos por mulher): 2,38
Taxa de alfabetização: 86,52%
Índice de Desenvolvimento Humano (IDH-M): 0,754
- IDH-M Renda: 0,651
- IDH-M Longevidade: 0,791
- IDH-M Educação: 0,821

(Fonte: IPEADATA)

## Geografia
Localiza-se a uma latitude 22º25'52" sul e a uma longitude 49º31'21" oeste, estando a uma altitude de 561 metros. Possui uma área de 190,9 km².

### Hidrografia
O município de Lucianópolis é atendido pelo rio Alambari e pelo ribeirão das Antas.

### Rodovias
- SP-315

## Infraestrutura

### Comunicações
O sistema de telefones automáticos foi inaugurado na cidade em 1985 pela Telecomunicações de São Paulo (TELESP), que também implantou o sistema de discagem direta à distância (DDD) em 1988 com o código de área (0142). Anteriormente a cidade era atendida pela Companhia de Telecomunicações do Estado de São Paulo (COTESP).
Na década de 90 o código DDD da cidade foi alterado para (014), para padronização do sistema telefônico com a telefonia celular que estava sendo implantada em todo o estado.

## Administração
- Prefeito: Humberto Zaninotto Maldonado (2017/2024)
- Vice-prefeito: Raul Fernando Lucca
- Presidente da câmara: Claudiney Alves de Souza (2017/2018)

## Religião
O Cristianismo se faz presente na cidade da seguinte forma:

### Igreja Católica
- A igreja faz parte da Diocese de Bauru.[13]

### Igrejas Evangélicas
- Assembleia de Deus Ministério do Belém.[14][15]
- Congregação Cristã no Brasil.[16]